# I Hate Kate
Darling Thieves, ранее известная как I Hate Kate — рок-группа из Калифорнии. Коллектив образовался в ноябре 2004 года. Группа начинала свою карьеру благодаря гитаристу и вокалисту Джастину Мауриэлло из группы Zebrahead, которую он был вынужден покинуть из-за своей девушки Кейт. Позднее Джастин опомнился, но обратного пути уже не было. Тогда он быстро собрал новую группу, получившую название «I Hate Kate» (в переводе с английского — «Я Ненавижу Кейт»).I Hate Kate выпустили свой первый альбом «Act One»… Песня «Bed of Black Roses» долгое время была хитом на многих радиостанциях.

## История
Джастин Мауриелло основал I Hate Kate в 2004 году, еще будучи в Zebrahead, как творческую отдушину. I Hate Kate играла с такими группами, как Social Distortion, Chevelle, Hot Hot Heat, The Bravery, The Living End, My Chemical Romance, Unwritten Law, Secondhand Serenade и Shiny Toy Guns. Они гастролировали по США, Канаде и Японии. [нужна цитата]
В декабре 2007 года группа с продюсером Марком Тромбино записала новые песни и сделала ремиксы на предыдущие треки. Они выпустили свой первый полноформатный альбом Embrace the Curse 24 июня 2008 года на лейбле Glassnote Records. В начале 2010 года группа записала альбом под названием Race to Red с продюсером Ли Майлзом. 12 января 2010 года группа выпустила первый сингл с альбома «Free Without You». Они выпустили клипы на песни «Free Without You» и «Unspoken».
В июне 2010 года женщина по имени Кейт, в честь которой была названа группа, оставила фронтмену Джастину Мауриелло гневное голосовое сообщение об использовании ее имени для группы, угрожая судебным иском. Группа чувствовала, что в их интересах изменить свое название на Darling Thieves, под которым новый альбом был выпущен 17 июня. 2010.
Как Darling Thieves, они были хедлайнерами своих собственных шоу и делили сцену с The Smashing Pumpkins, Chevelle, OK Go, Anberlin, Flobots и Hollywood Undead.
Darling Thieves брали перерыв в 2012 году. Тем временем Мауриелло выпустил сольный мини-альбом «How's Life In California?», записанный в Нэшвилле, штат Теннесси. 16 марта 2016 года группа дебютировала с новым синглом «Get It», их первым релизом после EP The Extended Play, на местной радиостанции.

## Альбомы
| Date of Release | Title             | U.S. sales |
| 2006            | Act One (EP)      |            |
| June 24, 2008   | Embrace the Curse |            |
| June 17, 2010   | Race To Red       |            |

## Синглы
как I Hate Kate
- "Always Something" (2007)
- "It's Always Better" a.k.a. "Always Something" (2008)
- "Bed of Black Roses" (2008)
- "I'm In Love with a Sociopath" (2008)
- "A Place For Me" (2021)
- "Violently Alive" (2021)

как Darling Thieves
- "Free Without You" (2010)
- "Unspoken" (2010)
- "Would You" (2012)
- "Get It" (2016)

### Другие песни/Не выпущенные
- «Sobriety Killed Society»
- "Jolly St.Nick Brought Me Dick"
- "Out On Me"
- "Rewrite" (2012)